# Meyzieu
Meyzieu è un comune francese di 35 134 abitanti della metropoli di Lione, che si trova sulla riva sinistra del Rodano a circa 13 km dal capoluogo. Fino al 1967 faceva parte del dipartimento d'Isère.

## Storia

### Simboli
Nell'XI secolo, i primi signori di Meyzieu ottennero la protezione dei signori di Chandieu i quali portavano uno stemma di rosso, al leone d'oro. Il delfino nel capo ricorda l'appartenenza del paese al Delfinato; le due croci di Malta provengono dal blasone della famiglia de Leusse, ultimi signori di Meyzieu.

## Società

### Evoluzione demografica
Abitanti censiti